# Liste des pays sans cours d'eau
Certains pays ne possèdent ni fleuves, ni rivières.

## États souverains
14 États souverains ne disposent pas de cours d'eau :
- Arabie saoudite
- Bahreïn
- Kiribati
- Koweït mais possède des oueds
- Maldives
- Malte mais possède des wieds
- Marshall
- Monaco
- Nauru
- Oman
- Tonga
- Tuvalu
- Yémen
- Vatican

## Dépendances et autres territoires
- Anguilla
- Bermudes
- Îles Caïmans
- Île Christmas
- Îles Cocos
- Géorgie du Sud-et-les îles Sandwich du Sud
- Gibraltar
- Île Norfolk
- Île de Pâques
- Îles Pitcairn
- Niue
- Rotuma
- Saint Barthélemy
- Saint-Martin
- Territoire britannique de l'océan Indien
- Tokelau
- Îles Turques-et-Caïques
- Îles Vierges britanniques
- Wallis-et-Futuna